# Уралвагонзавод
Уралвагонзавод — радянська та російська корпорація, що займається розробкою і виробництвом військової техніки, дорожньо-будівельних машин, залізничних вагонів. До корпорації входять науково-дослідні інститути, конструкторські бюро та виробничі підприємства. Головне підприємство — завод «Уралвагонзавод», розташоване в Нижньому Тагілі Свердловської області. 100 відсотків акцій корпорації належать державі. Площа, яку займає завод, становить 827 га.
30 березня 2022 деякі російські ЗМІ повідомили, що керівництво «Уралвагонзавод» відправляє співробітників у відпустки, бо через санкції, введені колективним Заходом, на заводі закінчилися феросплави та підшипники, перестали працювати верстати із числовим програмним забезпеченням.

## Історія
Проєктували завод три тисячі радянських інженерів. За основу було взято принцип прямоточності: за законами конвеєра розташовані корпуси, в кожному з них — кілька цехів, об'єднаних технологічним процесом. Це був один із перших проєктів великого машинобудівного підприємства з потоковим виробництвом, виконаний радянськими інженерами без участі іноземних спеціалістів.
Перші робітники прибули у 1931 році. Через побутову невлаштованість, холоди, хвороби в перші роки будівництва люди тікали з Уралвагонбуду. У 1931—1934 pp. колектив працюючих щороку змінювався кілька разів. Були дві більш менш постійні групи. Це близько 5000 комуністів і комсомольців, які прибули в різний час за путівками своїх організацій. 26 січня 1932 року за рішенням Наркомтяжпрому СРСР працювати у Нижній Тагіл приїхали члени міжнародної комуни «Цемент». Комуна «Цемент» складалася з фінів, німців, чехів, поляків, американців. Вони керували бригадами покрівельників, штукатурів, навчали будівельників прогресивним методам праці.
Також спеціально для використання на Уралвагонбуді наприкінці 1932 року було переведено з м. Чусовий та розміщено у селищі Красний Бор виправно-трудова колонія. На середину 1933 року чисельність «контингенту» ВТК досягла 4000 осіб. У 1936 році Уралвагонбуд звільнився від застосування праці ув'язнених.
2 березня 1936 року заводу присвоєно назву «Уральський вагонобудівний завод імені Ф. Е. Дзержинського». Спочатку виробляв важкі залізничні вагони — перший вагон випущено 11 жовтня 1936 року.
У 1941 році завод раз у раз зупиняв конвеєр через систематичні перебої з лісом і металом, порушення технологічного процесу, що призводили до перекосу рами вагона ще на етапі його складання..